# Système tridécimal
En arithmétique, le système tridécimal, ou base 13, est une base de numération qui utilise treize chiffres différents, usuellement notés 0, 1, 2, 3, 4, 5, 6, 7, 8, 9, A, B et C.

## Calendrier tridécimal
Le calendrier maya religieux Tzolk'in utilisait, comme le Tonalpohualli aztèque,  un système tridécimal, avec un 20-cycle[Quoi ?] et un 13-cycle, la treizaine.

## Fiction
À la fin du livre Le Dernier Restaurant avant la fin du monde de Douglas Adams (1980), une question possible pour obtenir 42 est « What do you get if you multiply six by nine? » (Qu'obtenez vous lorsque vous multipliez 6 par 9 ?).
En base 13, cinquante-quatre est effectivement noté 42. Douglas Adams a signalé qu'il n'avait pas pensé à ce détail, et répéta que cela n'était pas pertinent : « Personne n'écrit de blagues en base 13. […] Je suis peut-être un cas désespéré, mais je ne fais pas de blagues en base 13. »